# Innsbruck
Innsbruck (in dialetto tirolese Innschprugg, in ladino Dispruch) è capoluogo del Tirolo Settentrionale e dello stato federato austriaco del Tirolo, ed è anche la capitale di una regione storica, la Principesca Contea del Tirolo. Situata a 574 m s.l.m., è la quinta città più grande dell'Austria (dopo Vienna, Graz, Linz e Salisburgo). Insieme a Bolzano, è sede congiunta della Convenzione delle Alpi e dell'Euregio Tirolo-Alto Adige-Trentino.

## Territorio e clima

### Geografia fisica
Innsbruck è situata 574 metri sopra il livello del mare; in un'ansa dell'Inn alla confluenza con la Sill. A nord la città è delimitata dai monti del Karwendel e sud dal Patscherkofel uno dei monti principali delle Prealpi del Tux, a ovest dall'altopiano di Mieming.

### Clima
La temperatura media è di 8,6 °C mentre le precipitazioni annue ammontano a 856 mm. I mesi più caldi sono luglio ed agosto, con una temperatura media rispettivamente di 18,1 e 17,4 °C. Invece dicembre e gennaio sono i mesi più freddi con una media di −1,1 e −2,8 °C. Il mese più piovoso è sempre luglio con 121 mm e quello con il minore numero di precipitazioni è febbraio, con 40 mm.
Innsbruck ha un clima fortemente continentale, con parziale carattere alpino. Il föhn è un fenomeno ventoso molto noto in città e spira dai quadranti meridionali o orientali. Questo vento di caduta, caldo e secco, può manifestarsi in qualsiasi stagione, ma con maggiore frequenza in autunno. La velocità del vento può toccare nell'area urbana i 120 km/h (200 km/h sul Patscherkofel). In inverno il föhn arriva ad innalzare la temperatura fino a farle raggiungere punte sui +18 °C. Sempre in inverno sono frequenti le nevicate, anche abbondanti per via dello stau, e a volte il termometro scende fin sotto i −15 °C. D'estate il caldo è raramente eccessivo e sono frequenti rovesci e temporali, spesso accompagnati da grandine.
|                                | Gen | Feb | Mar | Apr | Mag | Giu | Lug | Ago | Set | Ott | Nov | Dic | Anno |
| ------------------------------ | --- | --- | --- | --- | --- | --- | --- | --- | --- | --- | --- | --- | ---- |
| Temperatura massima media (°C) | 3   | 5   | 11  | 15  | 20  | 24  | 26  | 25  | 21  | 16  | 8   | 3   | 14,3 |
| Temperatura minima media (°C)  | −7  | −4  | 0   | 4   | 8   | 11  | 13  | 12  | 9   | 5   | 0   | −4  | 3,8  |
| Piogge (mm)                    | 53  | 40  | 42  | 57  | 75  | 104 | 121 | 116 | 77  | 61  | 57  | 53  | 856  |
| Fonte: The Weather Channel     |     |     |     |     |     |     |     |     |     |     |     |     |      |

## Storia

### Origini

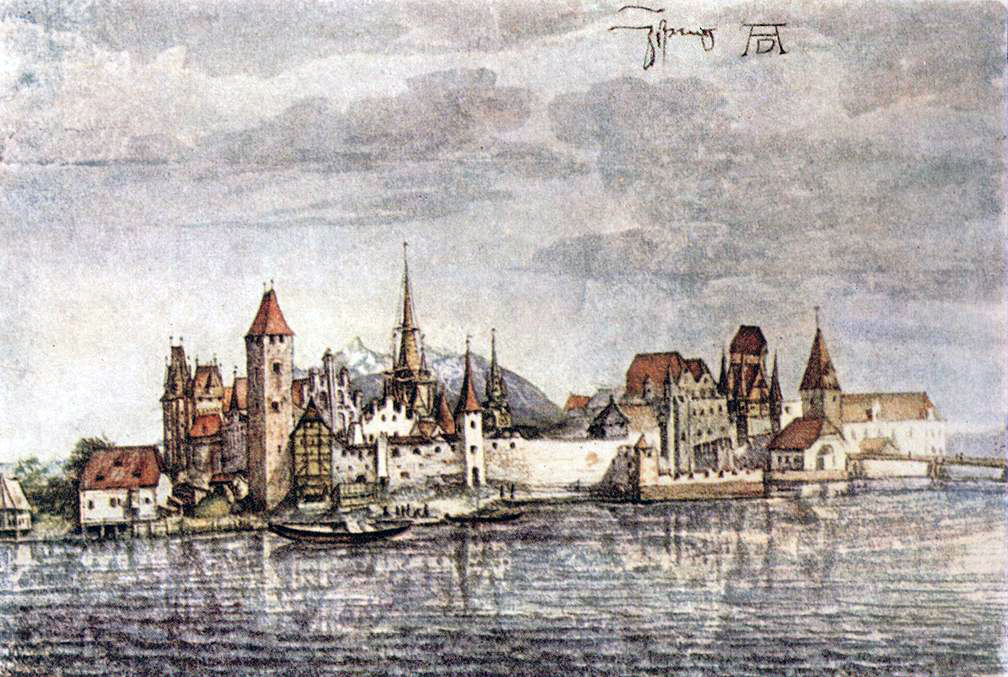
Innsbruck da un acquerello del 1495 di Albrecht Dürer

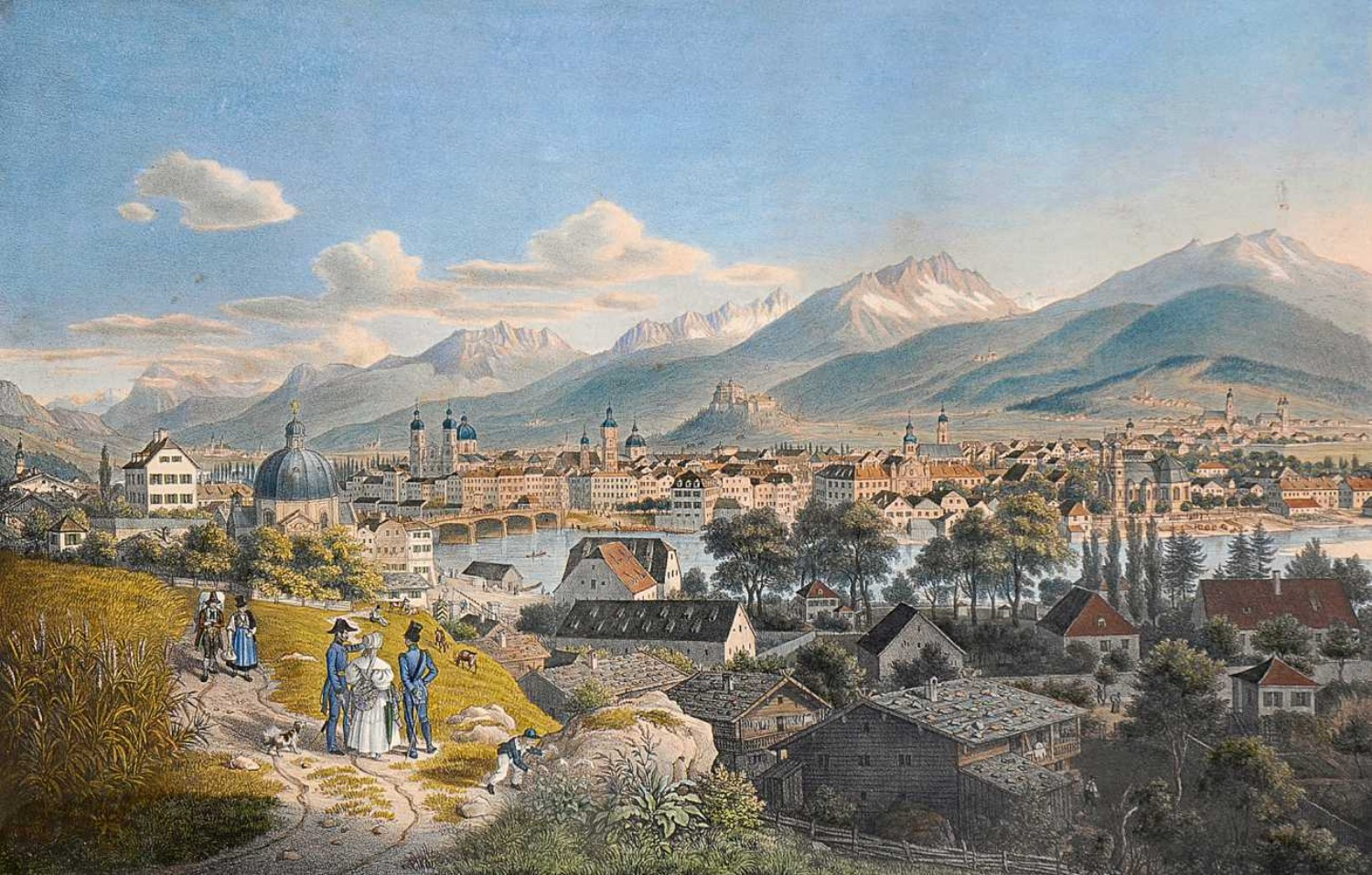
Veduta della città nel XIX secolo da una litografia di Gustav Wilhelm Kraus

La città di Innsbruck si è originata sul luogo di quello che fu l'antico castrum romano di Veldidena, i cui resti oggi fanno parte del quartiere di Wilten. Prende il suo nome da Inn e bruck, cioè ponte sul fiume Inn (Eno) e rimase una località di confine per tutta l'epoca dell'Impero romano.
Le prime notizie sulla città successive al periodo romano risalgono al 1133 in un documento in cui il monastero praemonstratense di Wilten dona una zona della riva destra dell'Inn al conte di Andechs, zona in cui sorgerà dal 1180 quella che oggi è la città vecchia. In un documento del 1187 è citato un nuovo mercato chiamato Innsbruck nei possedimenti dei conti di Andechs i quali fecero poi costruire delle mura e torri difensive a protezione della zona dei commerci che si sviluppò molto rapidamente.

### Capitale del Tirolo
Il 9 giugno 1239 il duca Ottone II conferì ad Innsbruck il rango di città. Alla morte di Ottone II, nel 1248, non avendo eredi la città passò tra i domini dei conti del Tirolo, per poi essere ceduta assieme al territorio tirolese cis- e transalpino a Rodolfo IV d'Asburgo nel 1363. Fu capitale del Tirolo nel 1420, sostituendosi a Merano (che lo era stata fin lì). Divenuta residenza ufficiale dell'Imperatore Massimiliano I, la città conobbe un periodo di grande splendore e di incremento economico tra il XVI ed il XVII secolo. Nel 1669 fu aperta l'università di Innsbruck. Con la Pace di Presburgo (1805) passò alla Baviera, per poi tornare all'Austria con il Congresso di Vienna nel 1815.

### Storia contemporanea
Durante il periodo irredentista, anche a Innsbruck vi furono degli scontri, come ad esempio i cosiddetti 
Fatti di Innsbruck scatenati da studenti pangermanisti del 1904, per protesta contro l'apertura di una facoltà in lingua italiana presso la locale università, che fu assalita e successivamente chiusa e che vide coinvolti gli allora studenti trentini Cesare Battisti e Alcide De Gasperi.
Nel 1918 Innsbruck come Bolzano e Trento venne occupata temporaneamente dalle truppe italiane del X Corpo d'Armata (9ª Divisione - Brigate Chieti e Valtellina - e 32ª Divisione - Brigate Acqui e Volturno) che vi rimasero fino al 1920.
Durante la seconda guerra mondiale la città venne gravemente bombardata.

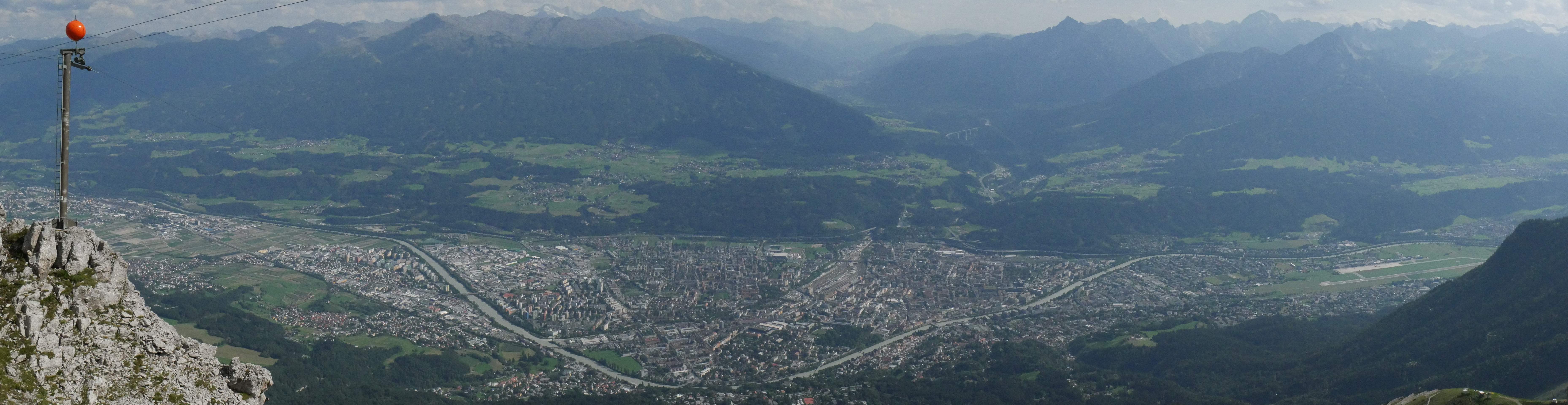
Panoramica, Valle dell'Inn

## Monumenti e luoghi d'interesse

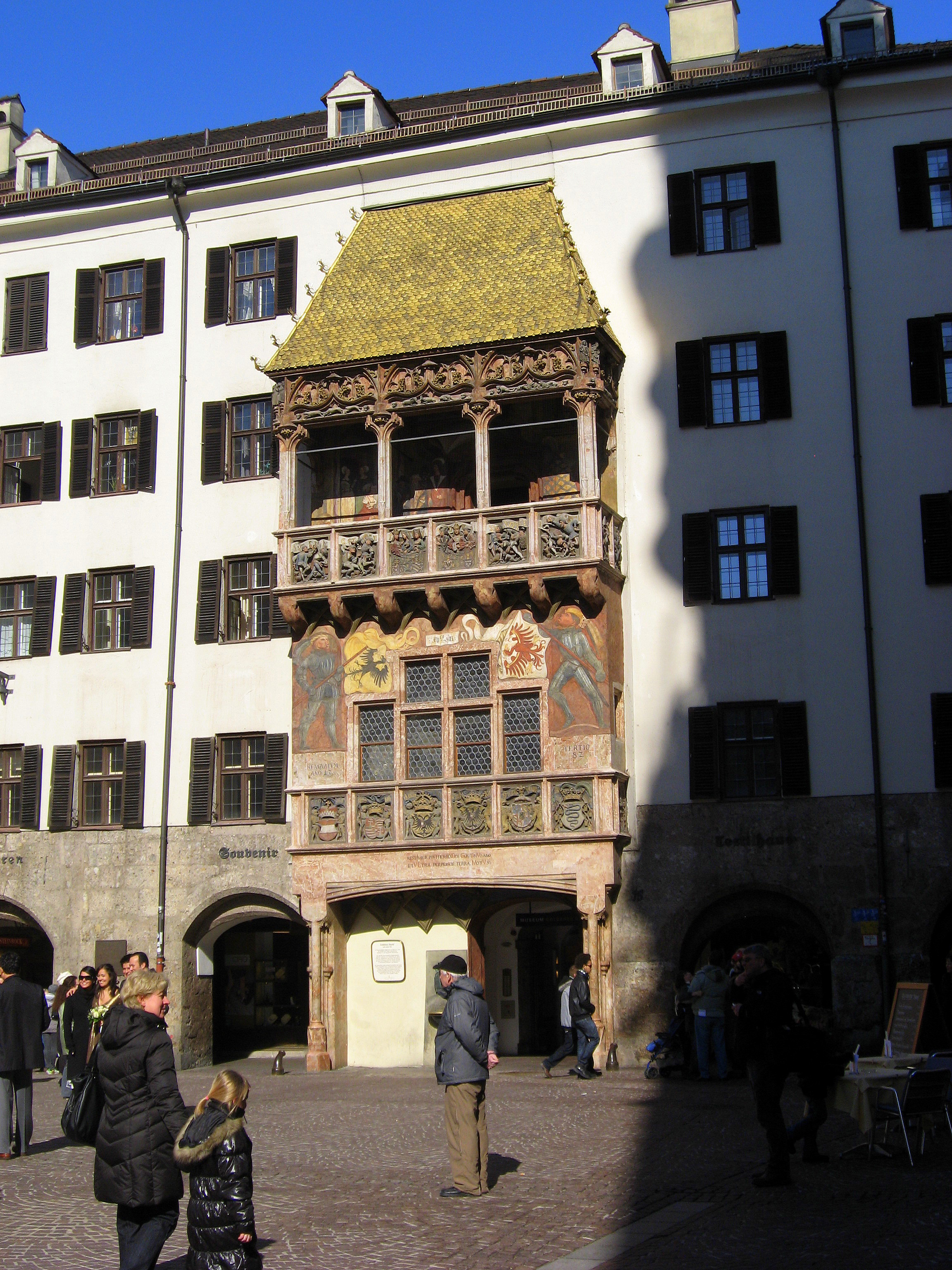
Uno dei simboli di Innsbruck: il Tettuccio d'oro

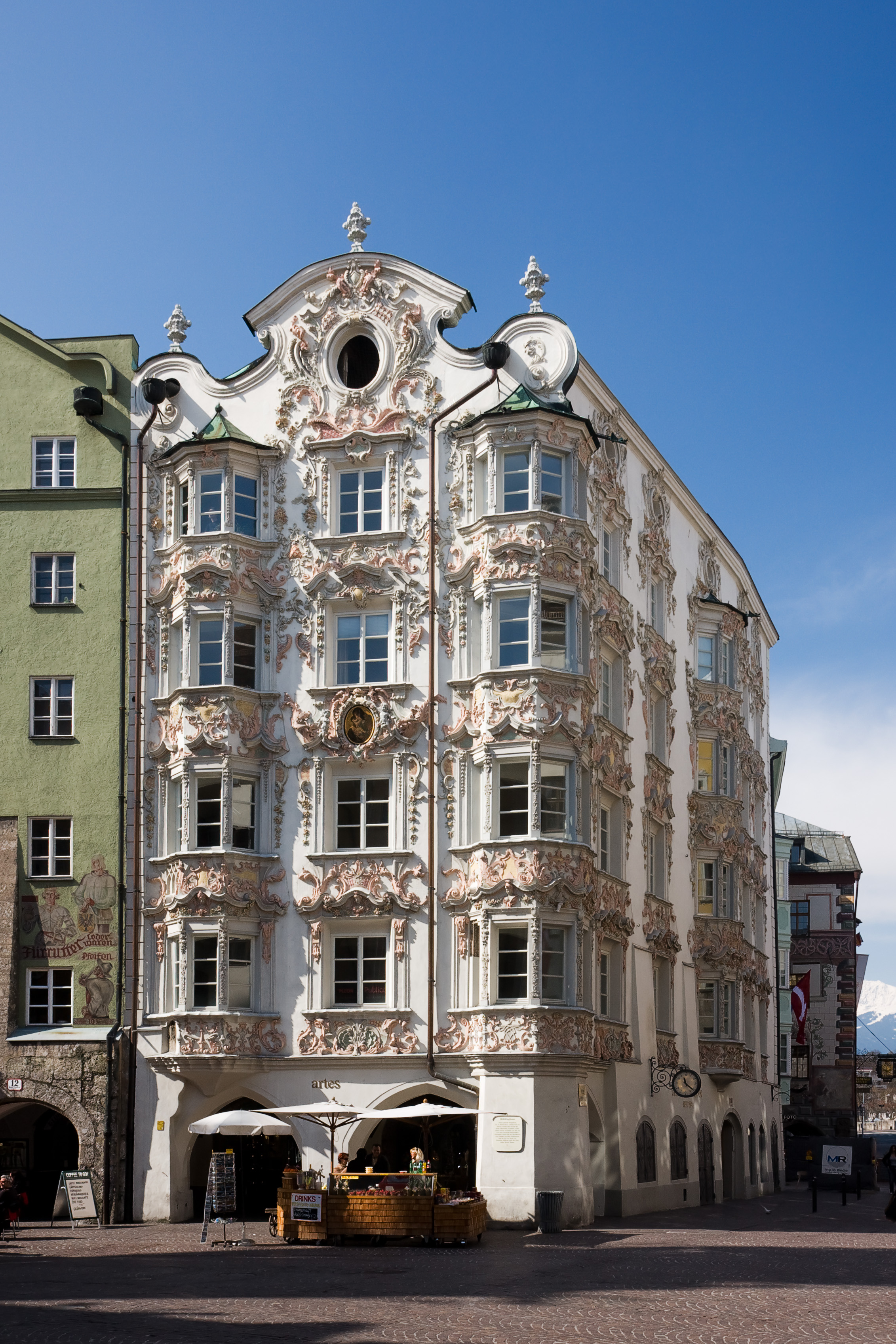
Casa Helbling

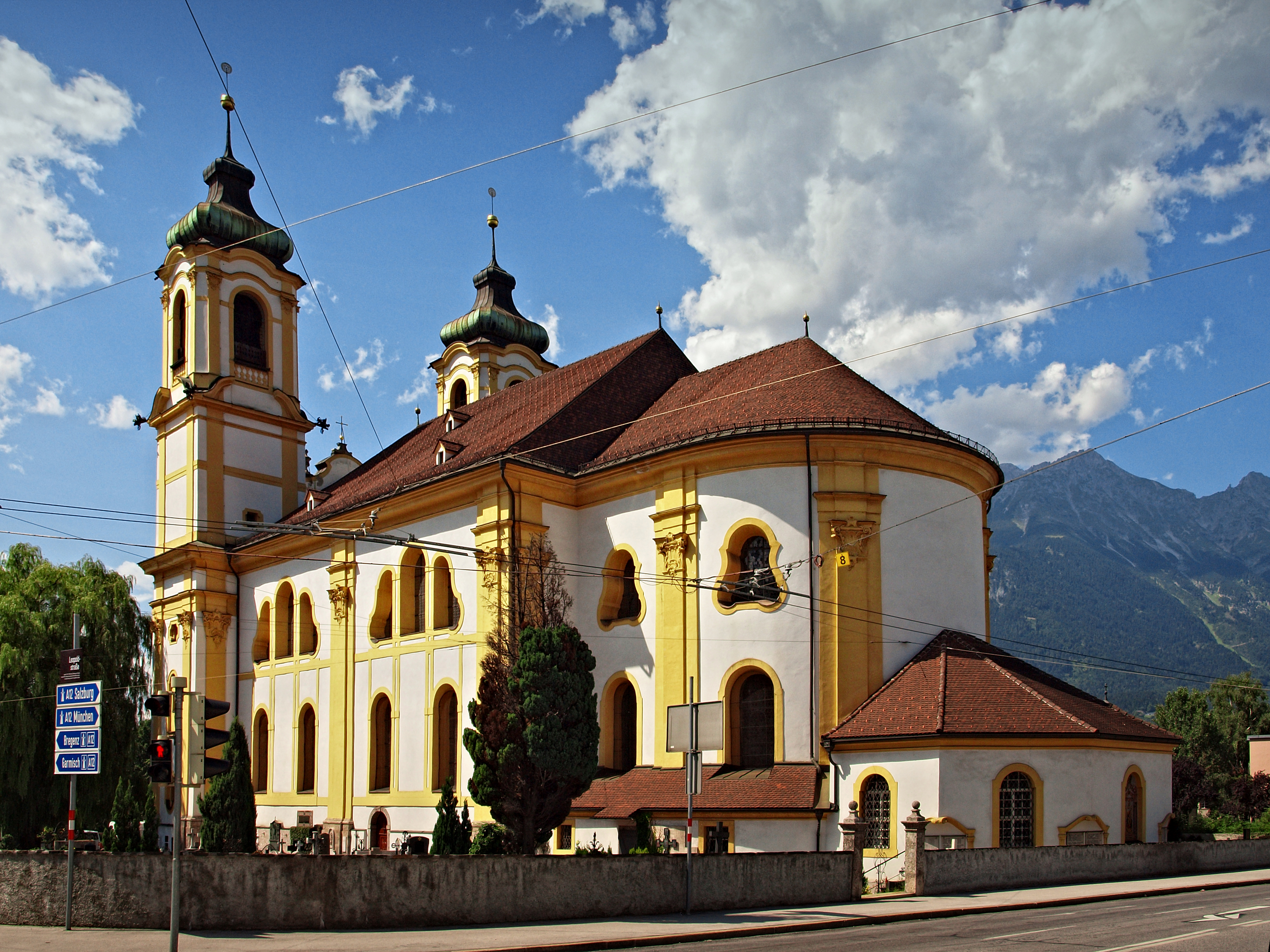
la Basilica di Wilten

### Edifici civili
- il Goldenes Dachl, il Tettuccio d'oro, simbolo della città, è il balcone del palazzo residenziale di Massimiliano I costruito da Niklas Türing il Vecchio, contraddistinto da un tetto coperto da tegole di rame dorato e parapetti riccamente scolpiti da Gregor Türing. Gli affreschi sono di Jörg Kölderer.
- Helblinghaus, Casa Helbling, è una caratteristica dimora cittadina gotica dalla splendida facciata ornata da leggeri stucchi rococò a colori pastello. Sorge di fronte al Tettuccio d'oro.
- Hofburg è la residenza medievale dei Conti del Tirolo, divenuta in seguito residenza imperiale estiva degli Asburgo-Lorena, che la riedificarono dandole l'aspetto odierno, in stile rococò.
- Altes Landhaus, l'antico Palazzo della Dieta Regionale, del XVIII secolo
- Castello di Ambras, splendido complesso rinascimentale, uno dei maggiori esempi di questo stile in Austria.
- Altes Rathaus, l'antico Municipio, complesso risalente al 1358, con la Torre Civica del XV-XVI secolo.
- Palazzo Fugger, barocco.

### Edifici religiosi
- Ursulinenkirche (chiesa delle orsoline)
- Dom zu St. Jakob, il Duomo di San Giacomo, uno dei migliori esempi dell'Architettura barocca austriaca.
- Hofkirche, la Chiesa di Corte, eretta fra il 1533 e il 1563 su progetto di Andrea Crivelli. È una chiesa a tre navate, in stile rinascimentale, al suo interno conserva il grandioso cenotafio dell'imperatore Massimiliano I costituita da ben 28 statue bronzee a grandezza più del naturale, dei grandi nobili del tempo. Inoltre, è presente un pregevole organo monumentale.
- Jesuitenkirche, la grande Chiesa dei Gesuiti, edificio barocco eretto nel 1627-40.
- Mariahilfkirche
- Johanneskirche
- Spitalskirche
- Stift Wilten, la grandiosa Abbazia di Wilten.
- Wiltener Basilika, la scenografica Basilica di Wilten, uno dei capolavori dell'Architettura barocca in Austria.
- Theresienkirche
- Ostfriedhof, principale cimitero della città

### Altre architetture

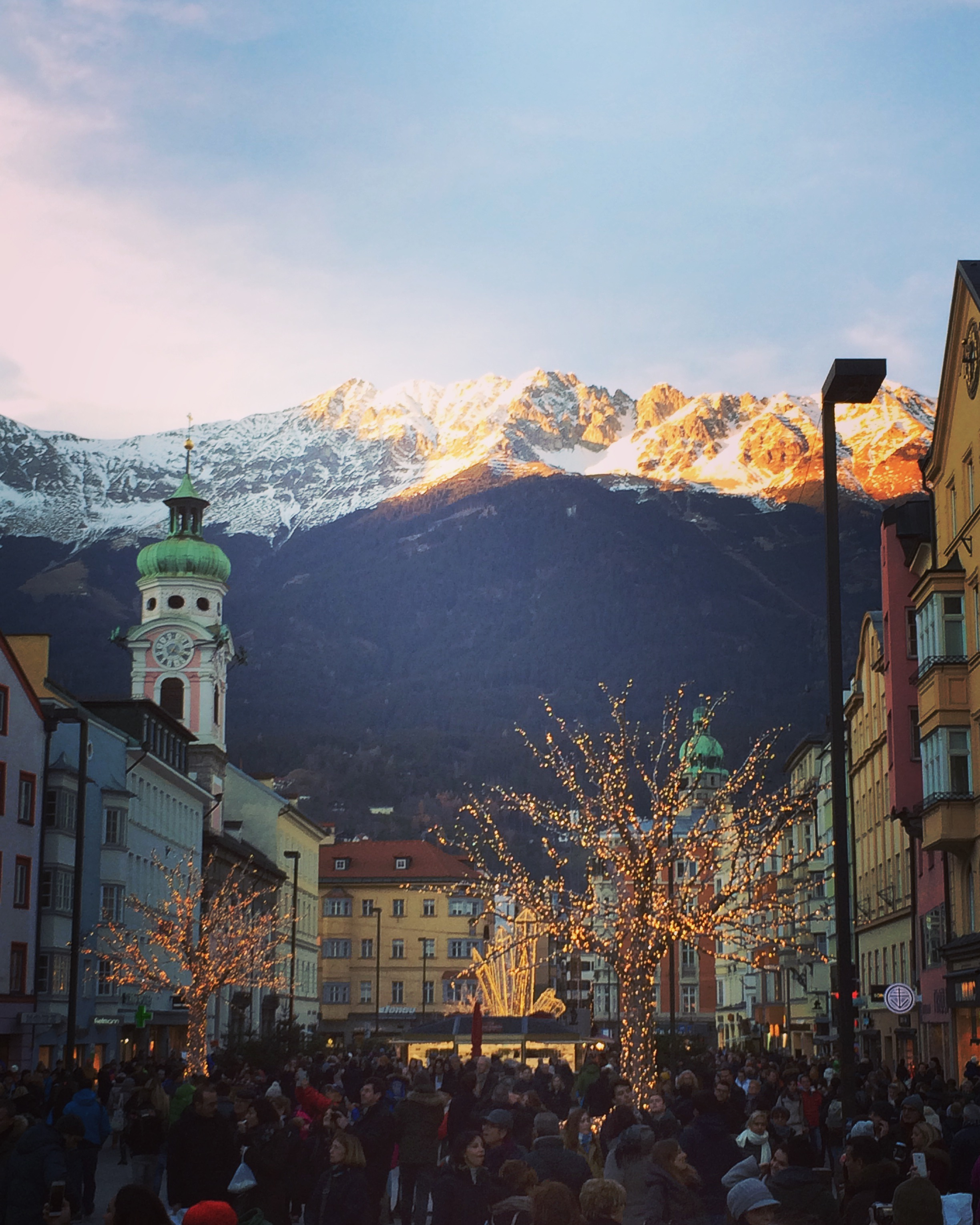
La Maria-Theresien-Straße

- La Maria-Theresien-StraßeAlte Innbrücke (il vecchio ponte sull'Inn)
- Annasäule
- Maria-Theresien-Straße
- Tiroler Landestheater Innsbruck (teatro)
- Triumphpforte
- La nuova Hungerburgbahn, disegnata da Zaha Hadid

### Parchi
- Alpenzoo
- Giardino botanico
- Hofgarten
- Rapoldipark

## Società

### Evoluzione demografica
| Anno | Popolazione |
| ---- | ----------- |
| 2008 | 118 902     |
| 2003 | 114 888     |
| 2001 | 113 392     |
| 1991 | 118 112     |
| 1981 | 117 289     |
| 1971 | 116 010     |
| 1961 | 100 695     |
| 1951 | 95 055      |
| 1939 | 81 710      |

| Anno | Popolazione |
| ---- | ----------- |
| 1934 | 78 797      |
| 1923 | 70 240      |
| 1910 | 65 221      |
| 1900 | 49 727      |
| 1890 | 38 463      |
| 1880 | 32 157      |
| 1869 | 26 573      |
| 1500 | circa 5 000 |

Abitantianno030.00060.00090.000120.000150.000186919392002200920162023abitantiEvoluzione demografica di Innsbruck
Nota: originalmente furono contati sia abitanti con domicilio principale che con domicilio secondario. Per il censimento del 2001 si potevano censire solamente gli abitanti con domicilio principale. Così si spiega il calo del numero degli abitanti dal 1991 al 2001.

### Dialetto
Il dialetto parlato ad Innsbruck appartiene alla lingua bavarese e in particolare al bavarese meridionale parlato anche in Tirolo, in Carinzia, nella parte occidentale della Stiria e in Alto Adige. Il dialetto di Innsbruck però è influenzato maggiormente dal tedesco standard ed è perciò più facile da capire che in altre parti del Tirolo. Una caratteristica tipica di questa regione è la pronuncia dura della k.

### Religione

#### Chiesa cattolica
Innsbruck è sede di una diocesi della chiesa cattolica, nata in seguito della prima guerra mondiale, quando la parte settentrionale fu scorporata dalla Diocesi di Bressanone. Il territorio comprende tutto il Tirolo del Nord fino al fiume Ziller e il Tirolo dell'Est. La parte restante del territorio del Tirolo del Nord cade sotto la competenza dell'arcidiocesi di Salisburgo. Circa il 70% della popolazione di Innsbruck è di religione cattolica. Inoltre Innsbruck è sede di una nota Università teologica dove insegnavano tra gli altri Pietro Canisio e Karl Rahner.

#### Comunità evangelico-luterana
Nel 2004 la sede della diocesi di Salisburgo-Tirolo fu spostata da Salisburgo a Innsbruck. La città ha due parrocchie: la Innsbruck Christuskirche e la Innsbruck Ost. La comunità è composta da circa 2 000 fedeli.

#### Comunità ebraica
Innsbruck è sede della comunità ebraica del Tirolo e del Vorarlberg.

#### Altre comunità religiose
Nel territorio cittadino si possono trovare luoghi di culto dei mormoni, dei musulmani e dei Testimoni di Geova.

## Cultura

### Istruzione
Innsbruck è sede di due università pubbliche (Università di Innsbruck e Università Medica di Innsbruck) e del Management Center Innsbruck.

### Musei
- Riesenrundgemälde
- Castello di Ambras
- Tiroler Landesmuseum Ferdinandeum

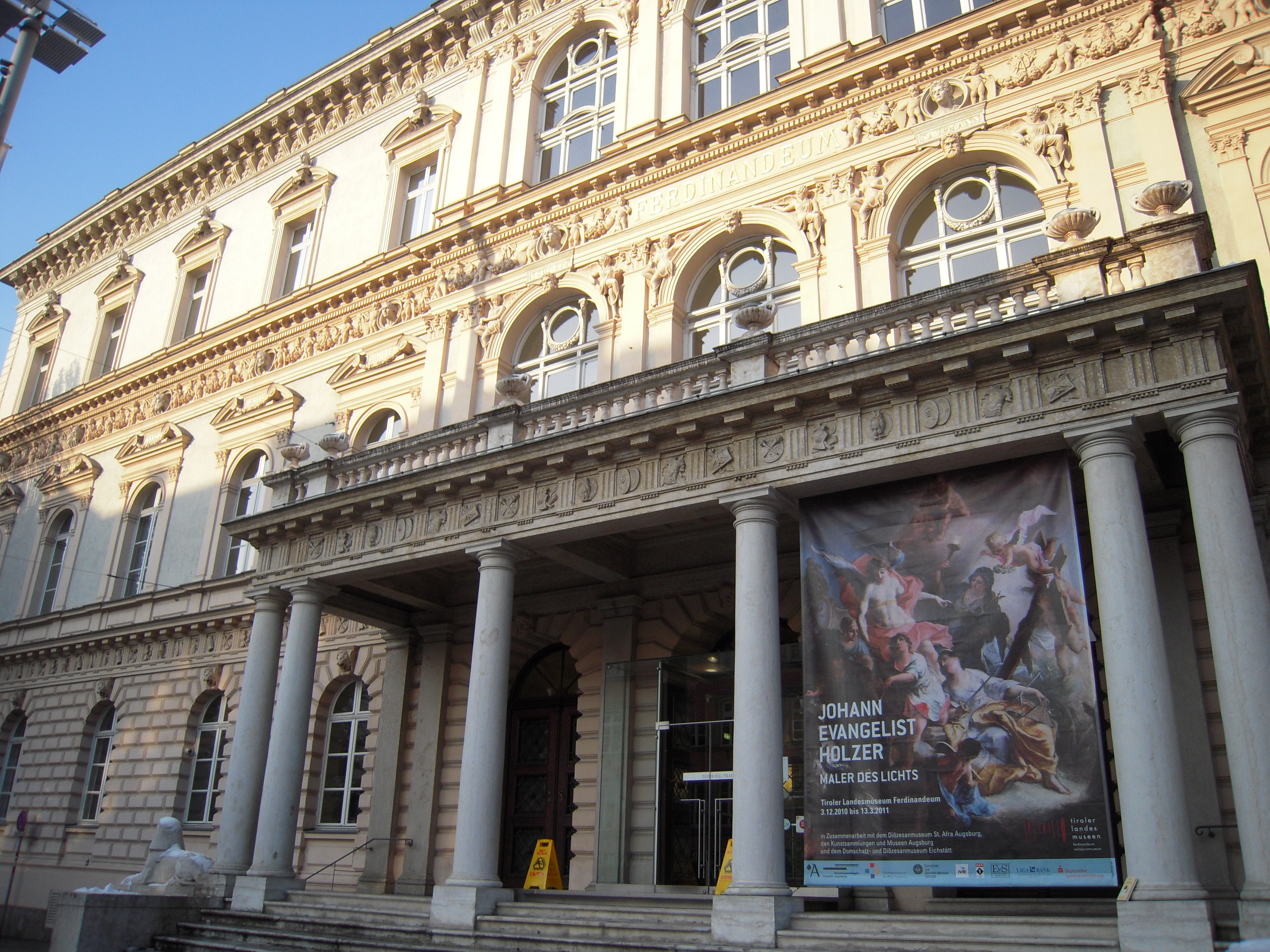
Ferdinandeum

- Tiroler Volkskunstmuseum (museo dell'arte popolare tirolese)
- Stadtmuseum (museo civico)
- Zeughaus
- Tiroler Museums Bahnen (museo dei tram e treni locali)
- Tiroler Kaiserjägermuseum (museo dei kaiserjäger tirolesi)
- Alpenvereinsmuseum (museo del club alpino)
- Anatomisches Museum Innsbruck (museo anatomico)
- Glockenmuseum Grassmayr (museo delle campane)
- Museo dei Swarovski

### Media
La città è sede del quotidiano regionale Tiroler Tageszeitung, fondato nel 1945.

### Eventi culturali ricorrenti
- Festival der Träume (festival dei sogni)
- Capodanno tra le montagne
- World Music Festival
- New Orleans Festival
- Innsbrucker Sonnwend
- Internationales Film Festival Innsbruck (festival internazionale del cinema)
- Tiroler Dramatikerfestival
- Tournée dei quattro trampolini
- Innsbrucker Tanzsommer
- Alpenländischer Volksmusikwettbewerb
- AfroMeeting
- Mercatino di Natale

## Infrastrutture e trasporti
Innsbruck è collegata tramite autostrada, strada e ferrovia attraverso il Passo del Brennero all'Italia, e verso valle al resto dell'Austria e della Germania. Verso ovest si raggiunge per strada il Vorarlberg e poi la Svizzera.
A ovest della città si trova anche un aeroporto internazionale mediamente trafficato, e di modeste dimensioni, l'aeroporto di Innsbruck-Kranebitten. L'aeroporto dispone di un solo terminale con servizi aeroportuali (ufficio di cambio, autonoleggio, taxi), e presso l'aeroporto si trovano diversi autonoleggi. Il collegamento da e per l'aeroporto è previsto con autobus (Linea F: Aeroporto-Hauptbahnhof (stazione ferroviaria) di Innsbruck).
In città il trasporto pubblico è composto da autobus e tram.

## Amministrazione

### Gemellaggi
Innsbruck è gemellata con:
- Grenoble, dal 1963
- Friburgo in Brisgovia, dal 1963
- Sarajevo, dal 1980
- Aalborg, dal 1982
- Tbilisi, dal 1982
- New Orleans, dal 1995
- Cracovia, dal 1998

## Sport

### Calcio
È sede di numerose squadre di calcio, la più importante delle quali, il Wacker Innsbruck, milita in Erste Liga.
Durante i Campionati europei del 2008 lo stadio Tivoli-Neu ha ospitato tre incontri del girone D.

### Ciclismo
La 16ªtappa del Giro d'Italia 1988 si è conclusa a Innsbruck con la vittoria di Franco Vona; il 15 maggio 2009 ha ospitato la partenza della 7ªtappa del Giro d'Italia 2009.
Ha ospitato i mondiali di ciclismo su strada 2018, vinti dallo spagnolo Alejandro Valverde.

### Football americano
La città è rappresentata dai Tirol Raiders, 3 volte campioni nazionali, 3 volte vincitori dell'EFAF Eurobowl e una volta vincitori della EFAF Cup.

### Sport invernali
Nel 1964 fu sede dei IX Giochi olimpici invernali e nel 1976 dei XII Giochi olimpici invernali, in seguito al ritiro della città di Denver, nel Colorado, a cui era stata assegnata originariamente. Le gare furono ospitate nella città stessa e in altre località vicine; alla periferia di Innsbruck, sul Monte Isel, sorge il trampolino Bergisel, che ospita regolarmente una tappa del Torneo dei quattro trampolini.
Nel 2012 ha ospitato i I giochi olimpici giovanili invernali.
Nel 2018 ha ospitato i campionati europei di bob e di skeleton per la prima volta, presso l'impianto olimpico.
È inoltre sede della squadra di hockey su ghiaccio HC TWK Innsbruck e di una delle più celebri cliniche per curare gli infortuni causati dallo sci alpino.

## Galleria d'immagini

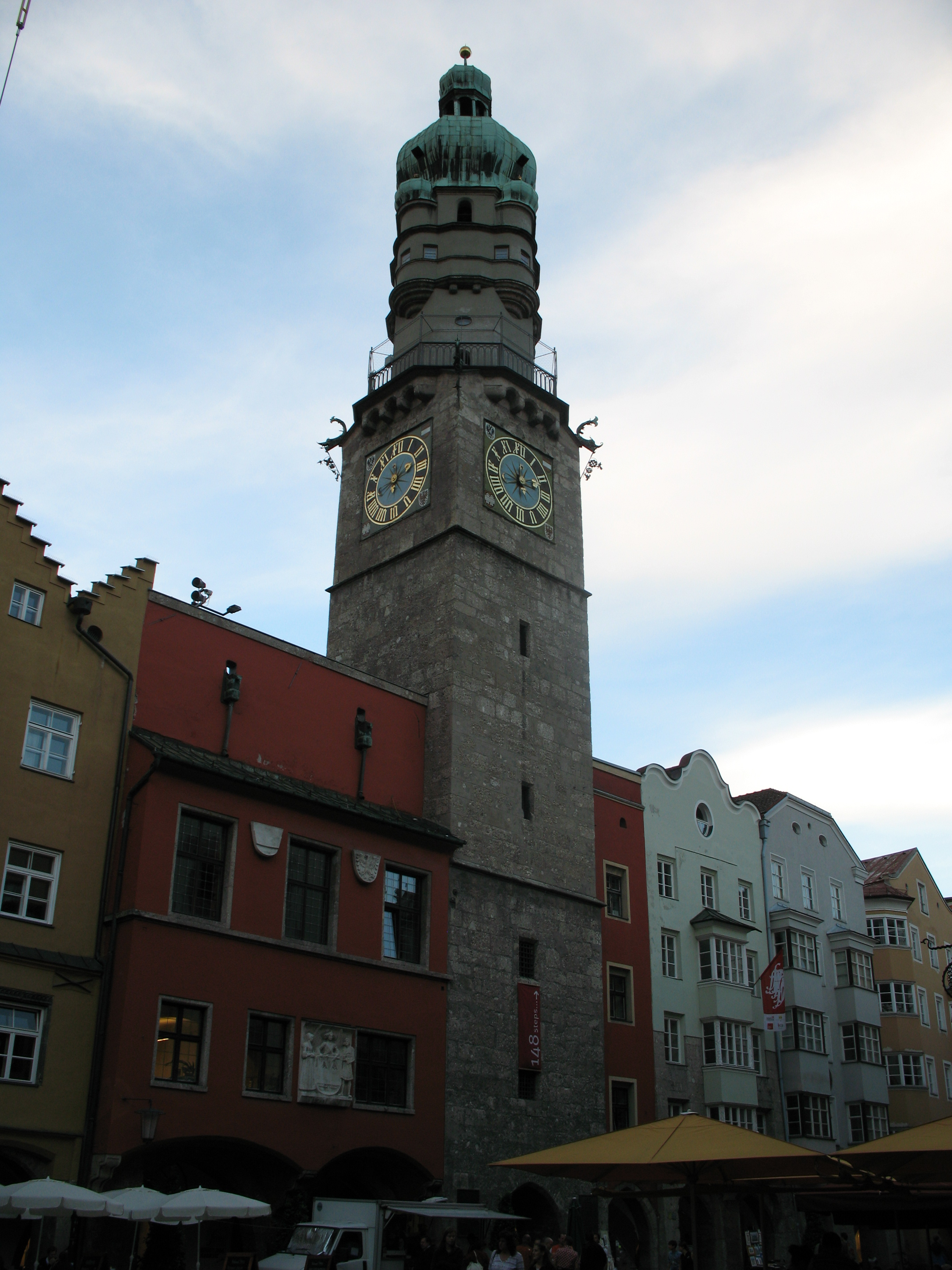
Torre civica
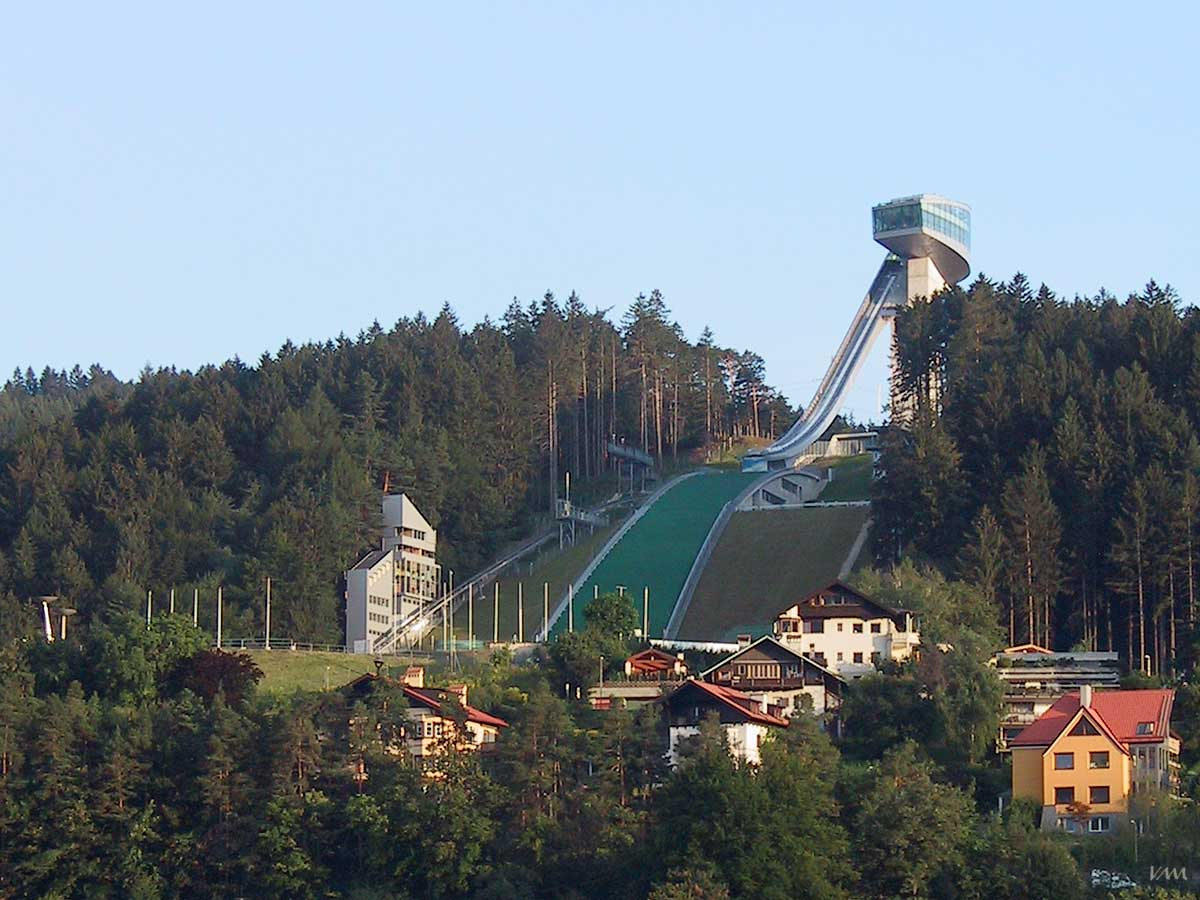
Il trampolino olimpico
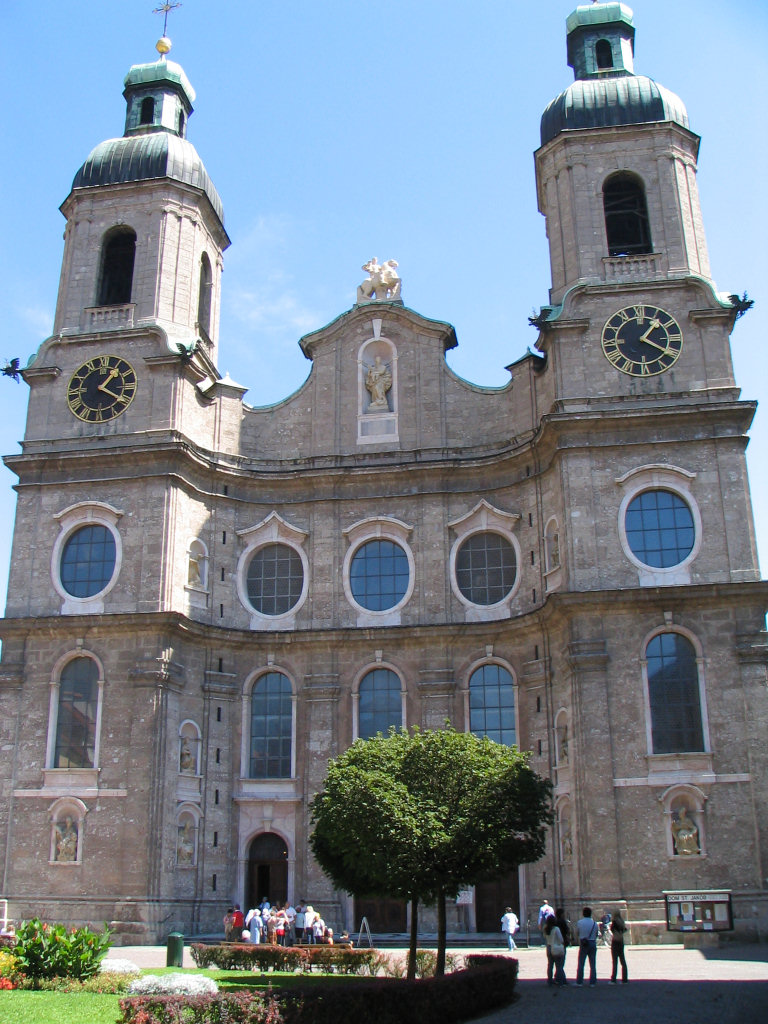
Il duomo dedicato a San Giacomo
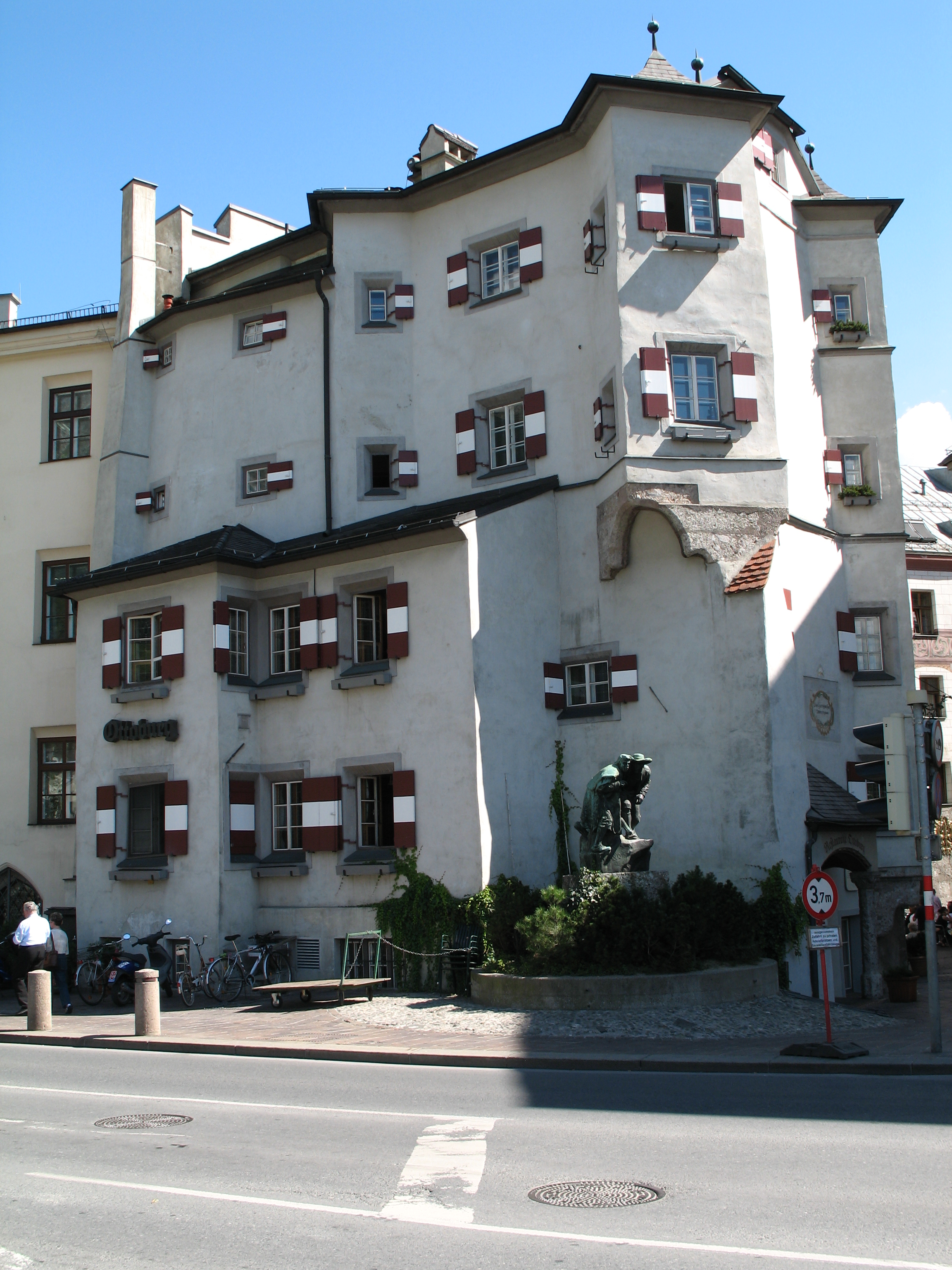
Ottoburg
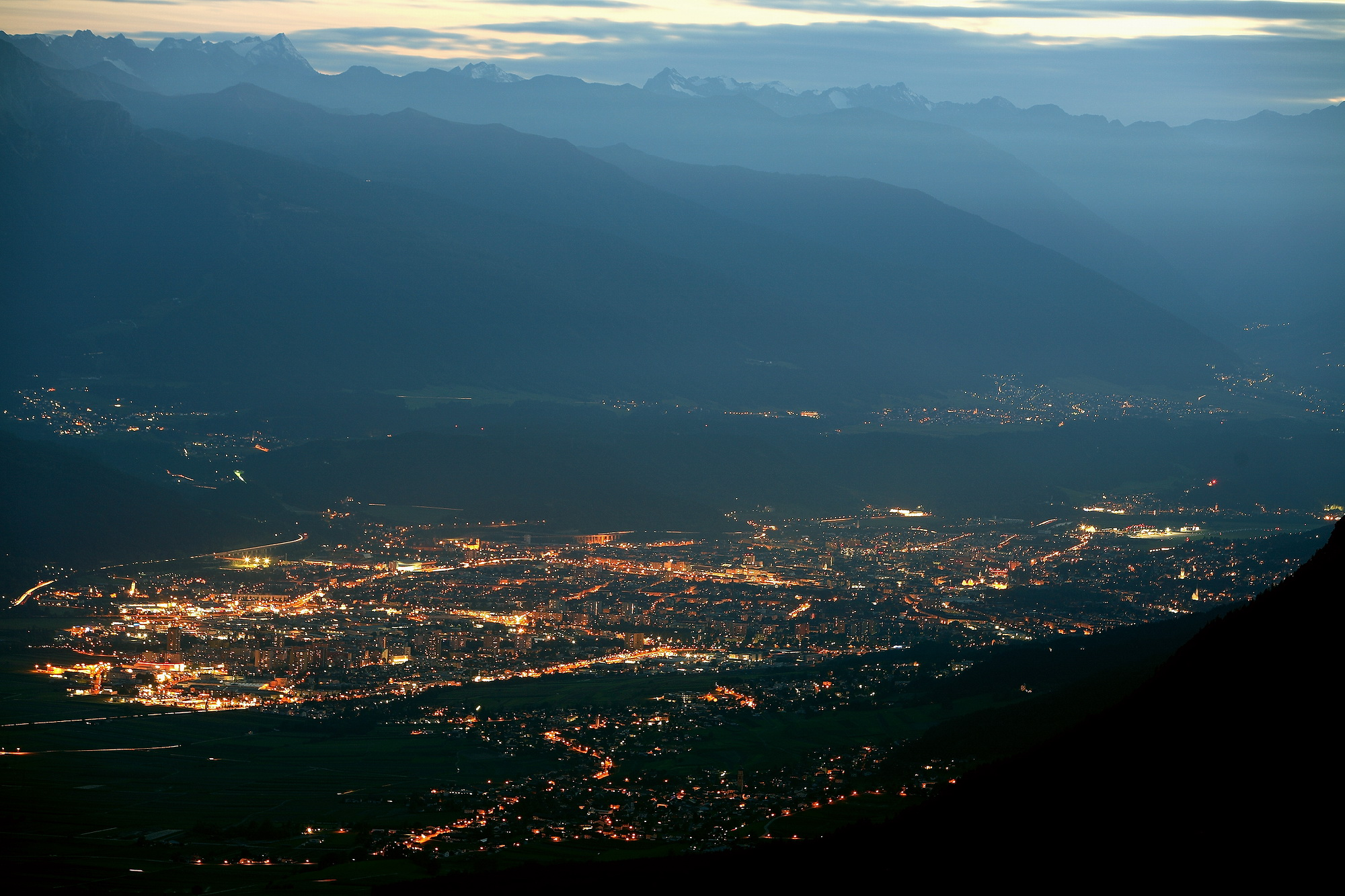
Vista notturna della città
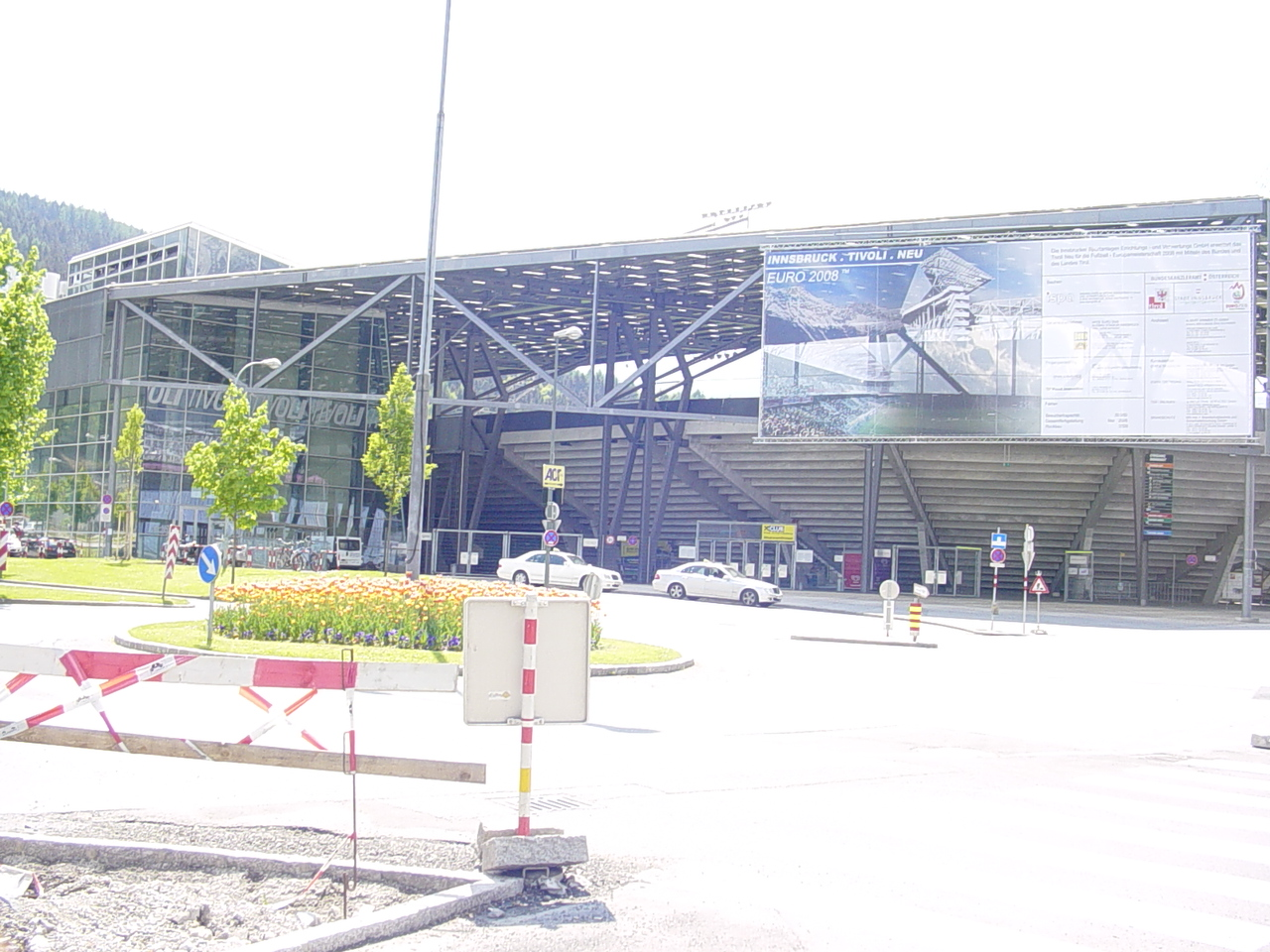
Lo stadio Tivoli-Neu
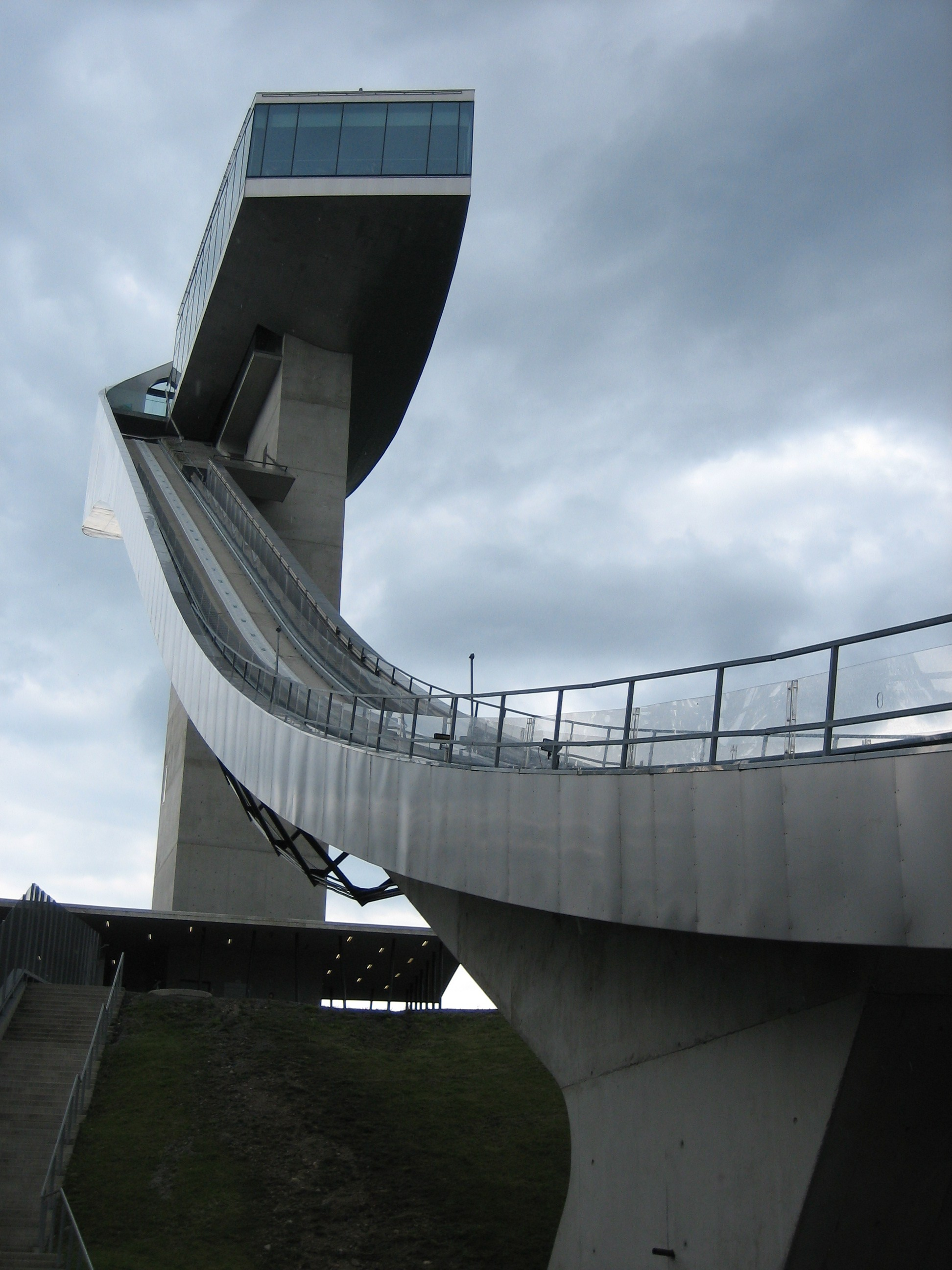
Il trampolino per il salto con gli sci di Bergisel
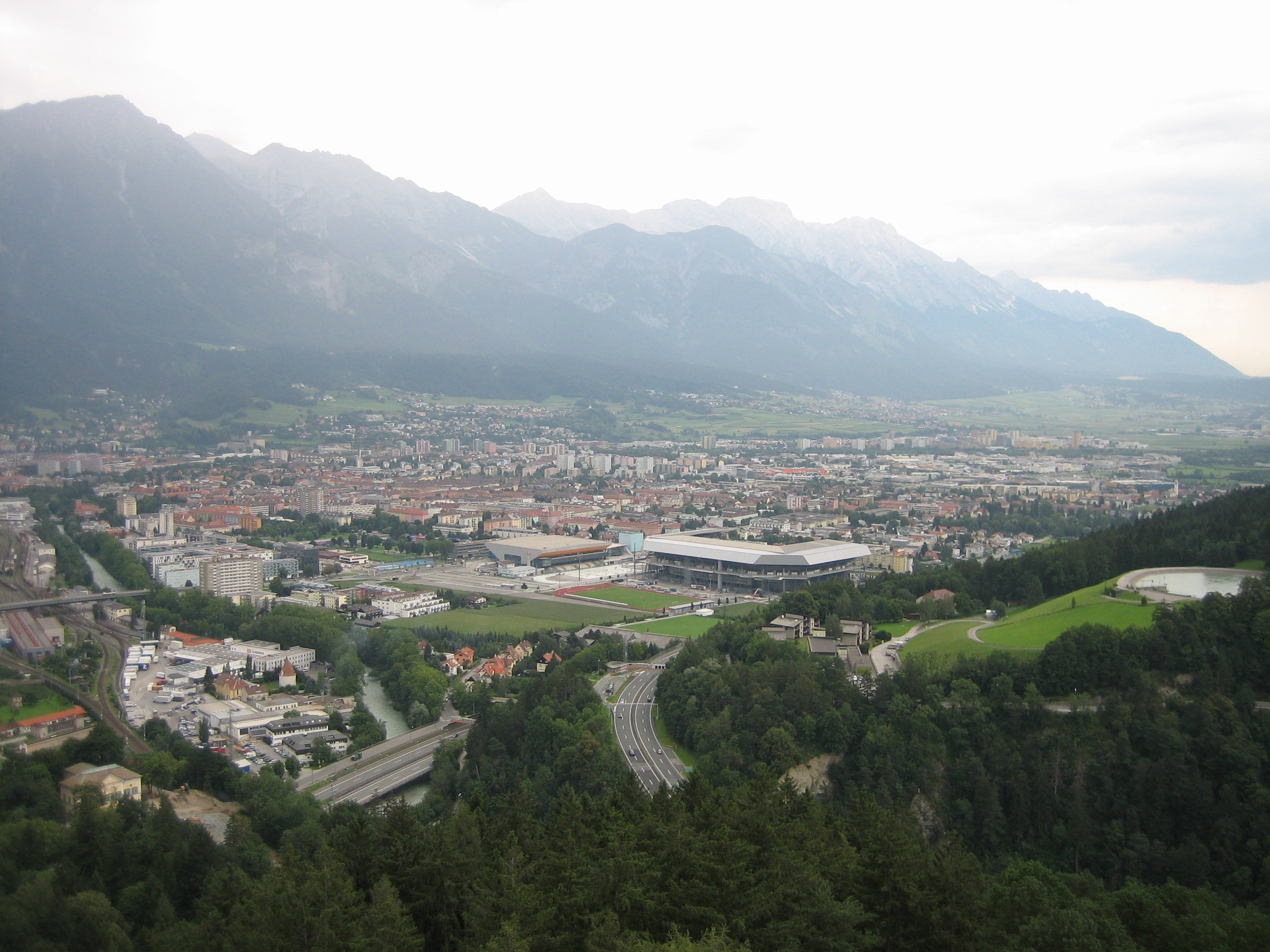
Panorama di Innsbruck dal trampolino di Bergisel
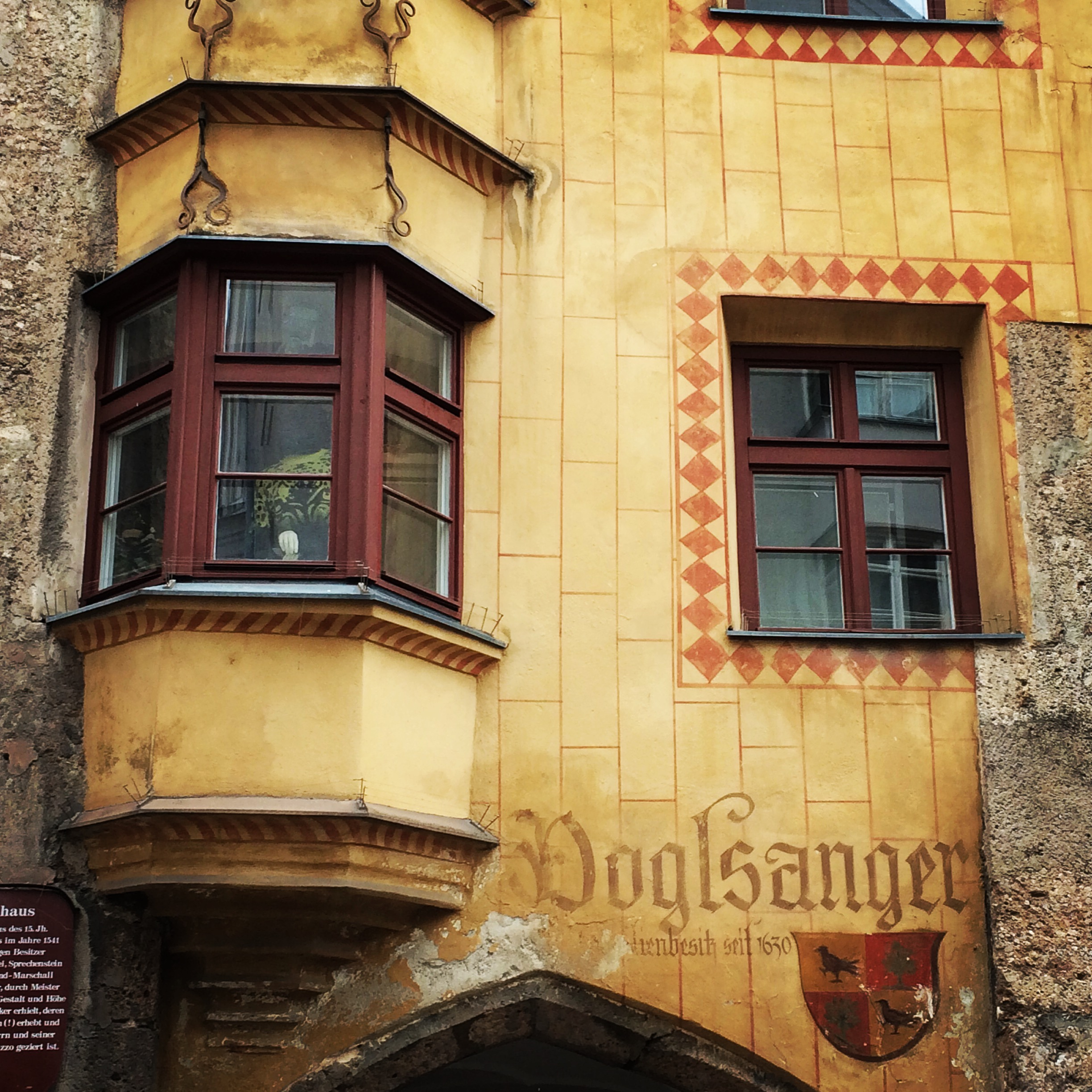
Casa tipica del centro storico con bovindo